# Pontida
Pontida [ponˈtiːda] (Püntìda [pynˈtida] o Puntida [punˈtida] in dialetto bergamasco) è un comune italiano di 3 301 abitanti della provincia di Bergamo in Lombardia.
Appartenente alla Comunità montana Lario Orientale - Valle San Martino, dista circa 16 chilometri a ovest dal capoluogo orobico.

## Geografia fisica
Si estende per una superficie di 10,14 km², e un'altezza media di 313 m s.l.m. Sorge nella parte più stretta della valle, alle pendici del Monte Canto.

## Storia

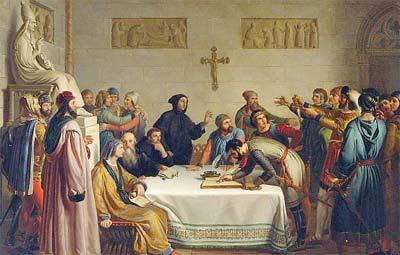
Il giuramento di Pontida in un dipinto del 1836 di Giuseppe Diotti

La prima vera urbanizzazione avvenne ad opera dei Romani, i quali sfruttarono la posizione strategica del paese, posto nei pressi di un'importante strada militare che collegava Bergamo a Como, parte terminale di quella che univa il Friuli con le regioni retiche.
Il territorio era inserito in un'area militarmente turbolenta ed allo stesso tempo di vitale importanza per Roma in quanto crocevia militare e commerciale verso l'Europa. La presenza militare romana inevitabilmente indusse attorno a sé l'aggregazione di comunità indigene e allogene. Successivamente fu soggetto alla dominazione dei Longobardi, i quali inserirono la zona nel ducato di Bergamo.
Il nome Pontida deriverebbe dal latino Pontis iter nel significato di "Valle" o "Strada del ponte" in riferimento alla collocazione geografica, lungo la direttrice che immette a Cisano Bergamasco e Brivio. La sua storia è legata alla famosa abbazia benedettina dedicata a San Giacomo Maggiore, fondata da Alberto da Prezzate tra il 1076 e il 1079.
Il 7 aprile 1167 si tenne lo storico giuramento dei comuni che formavano la Lega Lombarda per combattere contro il legittimo sovrano Federico Barbarossa, Imperatore del Sacro Romano Impero Germanico. Il monastero nel 1373 venne danneggiato dalla rappresaglia della famiglia Visconti nei confronti degli abitanti Guelfi della Valle San Martino, nel 1798, in piena epoca giacobina, venne distrutto dalle truppe francesi di Napoleone Bonaparte, ma nel 1911 i benedettini lo ricostruirono facendovi ritorno.

### Simboli
Lo stemma e il gonfalone del comune di Pontida sono stati concessi con decreto del presidente della Repubblica del 28 maggio 1962.
Il gonfalone è un drappo partito di bianco e di rosso.
Con D.P.R. del 2 marzo 2007 è stato concesso il motto latino Concordia Longobardorum.
La bandiera del comune, concessa con decreto del presidente della Repubblica del 31 ottobre 2018, è un drappo di bianco, alla croce di rosso.

## Monumenti e luoghi d'interesse

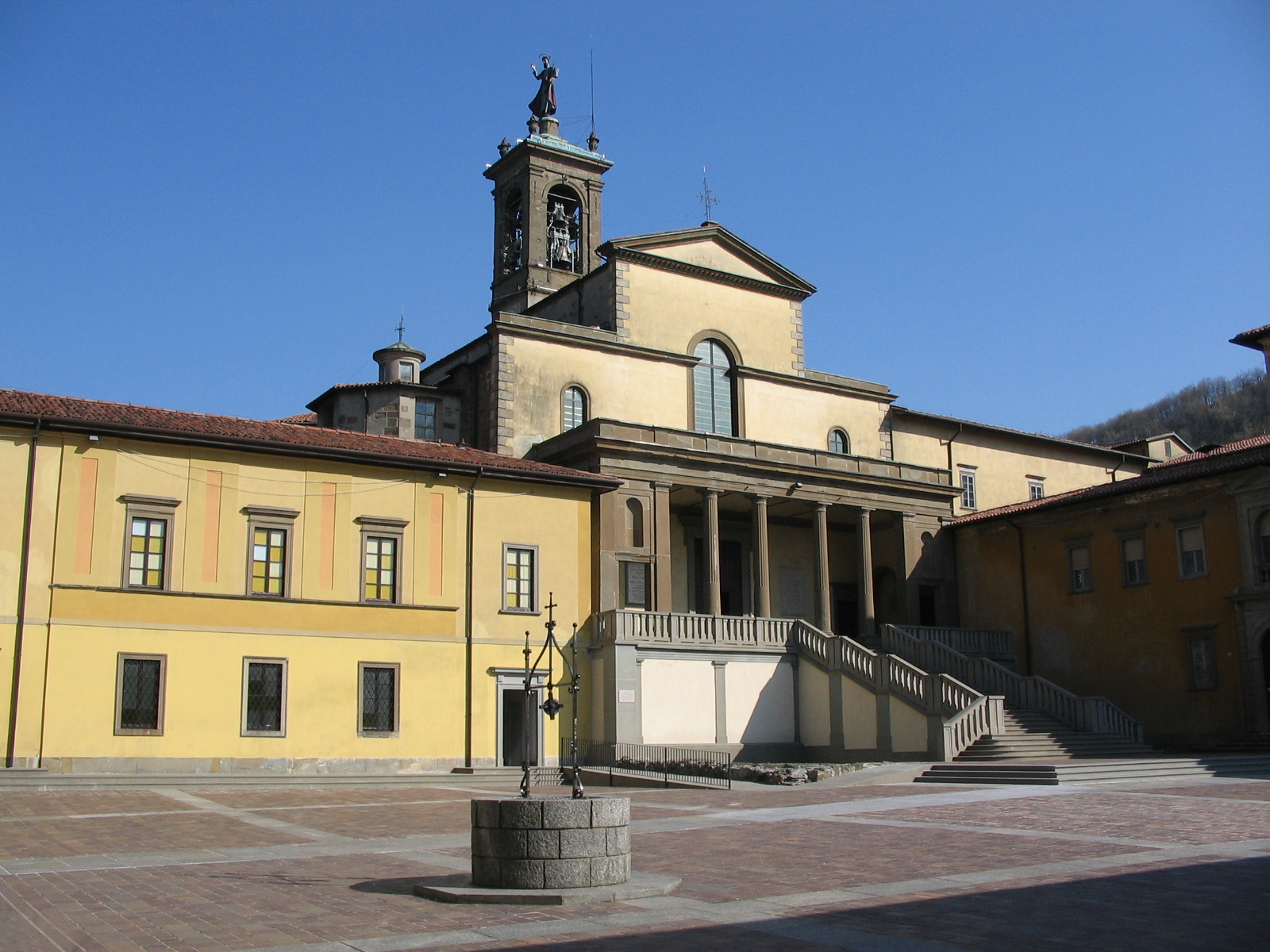
Abbazia di San Giacomo Maggiore

Il principale monumento del paese è la basilica di San Giacomo. Edificata in stile gotico-lombardo verso la fine del XIII secolo, presenta una lunga scalinata e custodisce numerose opere di grande valore, risalenti a differenti periodi storici. Nel 1995, in occasione del IX Centenario della morte del fondatore sant'Alberto, tutto il complesso è stato restaurato dall'abate Giustino Farnedi (1990-2003).
Molto importante è anche l'attiguo museo Abbaziale, che presenta due chiostri con utensili e attrezzi utilizzati nel corso dei secoli dai monaci, nonché la “sala del capitolo” (detta anche, in modo improprio, sala del giuramento). Alla sommità del campanile è stata collocata, a partire dal 1826, una statua girevole di san Giacomo. La torre campanaria ospita un concerto di otto campane in tonalità Si bemolle maggiore, fuso dalla ditta Daciano Colbachini di Padova nel 1972 utilizzando il bronzo delle vecchie campane fuse da Giorgio Pruneri di Grosio in Valtellina (SO).
Meritano menzione infine il santuario della Beata Vergine Addolorata, le fortificazioni medievali di importante rilevanza storica, i palazzi rinascimentali e le ville settecentesche.
Nel territorio di Roncallo Gaggio la chiesa di San Carlo Borromeo, edificata nei primi anni del XX secolo, e la piccola chiesa della Madonna degli Angeli che ospita la tela di Antonio Cifrondi dell'Annunciazione.
È anche celebre per il Raduno di Pontida, ossia il raduno nazionale annuale del partito politico Lega Nord (dal 1990 al 2017) e in seguito del partito Lega per Salvini Premier (dal 2018). L'evento in questione si svolge in uno dei grandissimi prati che colora di verde questo comune.

## Società

### Evoluzione demografica
Abitanti censiti

### Etnie e minoranze straniere
Gli stranieri residenti nel comune sono 303, ovvero il 9,1% della popolazione, di seguito sono riportati i gruppi più consistenti:
1. Senegal, 66
2. Marocco, 47
3. Romania, 41
4. Cina, 22

## Geografia antropica
La circoscrizione comunale comprende:
- Il capoluogo Pontida e le sue adiacenze, ove sono ubicate le sedi del comune, dei suoi Organi istituzionali e dello storico Monastero Benedettino coll'annessa Basilica, intitolata a San Giacomo Maggiore;
- La frazione Riviera, comprendente anche le località Grombosco, Gronfaleggio, Gaggio Superiore, Gaggio Inferiore e Roncallo;
- La frazione Valmora, comprendente anche le località Capietaglio e Cascina;
- La frazione Cerchiera, comprendente anche le località Somasca e Sottoripa;
- La frazione Odiago, comprendente anche le località Molini Sotto, Molini Sopra, Broseta e Gambirago;
- L'ex frazione Canto, comprendente un nucleo abitativo storico, ora abbandonato.

## Infrastrutture e trasporti
Il comune di Pontida è attraversato dalla SS 342, nota come "Briantea" che collega la città di Bergamo con Lecco e Como. È servito dalla stazione ferroviaria omonima, sulla linea Lecco-Brescia.

Gonfalone civico

## Amministrazione
| Periodo        | Periodo        | Primo cittadino    | Partito                 | Carica  | Note |
| -------------- | -------------- | ------------------ | ----------------------- | ------- | ---- |
| 21 aprile 1995 | 13 giugno 1999 | Gabriella Donadoni | Patto per l'Italia      | Sindaco |      |
| 13 giugno 1999 | 12 giugno 2004 | Gabriella Donadoni | Lista civica di centro  | Sindaco |      |
| 12 giugno 2004 | 7 giugno 2009  | Pierguido Vanalli  | Lega Nord               | Sindaco |      |
| 7 giugno 2009  | 25 maggio 2014 | Pierguido Vanalli  | Lega Nord               | Sindaco |      |
| 25 maggio 2014 | 27 maggio 2019 | Luigi Carozzi      | Lega Nord               | Sindaco |      |
| 27 maggio 2019 | 10 giugno 2024 | Pierguido Vanalli  | Lega                    | Sindaco |      |
| 10 giugno 2024 | in carica      | Davide Cantù       | Viviamo Insieme Pontida | Sindaco |      |